# Ridván

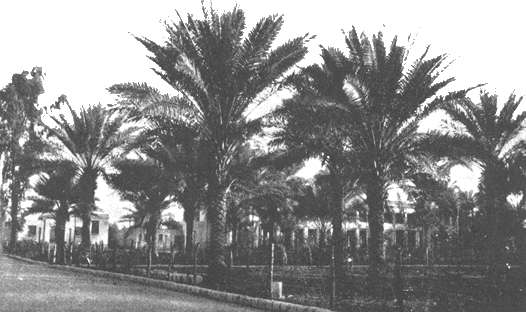
I Ridvánträdgården (Najibiyyíh) i Bagdad deklarerade Bahá'u'lláh mellan 21 april och 2 maj 1863 att han i likhet med bl.a. Muhammed, Jesus och Moses vare ett sändebud från Gud, och att Gud hade en plan för den moderna människan. Idag ligger ett medicinskt centrum där trädgården låg.

Ridvánhögtiden /rezzvaan/ – från den 21 april till den 2 maj varje år – är bahá'í-trons största religiösa fest, unik för bahá'í-tron. Den firas till minne av Mirzá Husayn 'Alis (1817–1892), allmänt kallad Bahá (gudomligt ljus), offentliga deklaration om att han var Guds sändebud för vår tid. Detta skedde genom en serie tal under tolv dagar år 1863 i Najibiyyíh-trädgården invid floden Tigris i Bagdad, för varje dag inför en växande skara åhörare. Mirzá Husayn 'Ali, som sedan kallades Bahá'u'lláh, förklarade sig vara Den-som-Gud-skall-uppenbara. Bahá'u'lláh medgav därmed det som hans anhängare redan trodde om honom, nämligen att han var den uppenbarare av Guds budskap som profeten Báb 19 år tidigare sagt skulle framträda 1863. Najibiyyíh-trädgården' har därefter kallats för Ridván av de bahá'í-troende. Ridván är arabiska och betyder paradis.   Ridván firas på samma sätt över hela världen – som en glad fest – och den första, nionde respektive tolfte dagen i Ridván är helgdagar då bahá'í-troende inte ska arbeta. , 

## Historisk bakgrund
Bahá'u'lláh hade kommit till Bagdad i januari 1853 (han kallades vid den tidpunkten endast för Bahá), utvisad från hemlandet Iran. Detta skedde efter att han hela hösten 1852, som en konsekvens av två förvirrade ungdomars mordförsök på shahen, tillsammans med ett hundratal trosfränder ha suttit i Det svarta hålet (Siyah-Chal) – ett underjordiskt fängelse utanför Teheran där de sanitära förhållandena i praktiken innebar en dödsdom på grund av de infektionssjukdomar som kontinuerligt decimerade antalet fångar. Bahá'u'lláh och de gripna trosfränderna hade inget med attentatet mot shahen av Iran att göra, vilket även domstolen efter omfattande undersökningar kom fram till. Bahá'u'lláhs förmögenhet och samtliga tillgångar förutom kläderna han hade på sig konfiskerades dock. Varje morgon hämtade vakterna upp någon eller några av hans trosfränder, dvs anhängare till Báb för att tortera och döda dem, och samtidigt jagades och dödades utanför fängelset många av Bahá'u'lláhs vänner – även de som inte följde Báb. Där hade han fått sina första uppenbarelser. . Vid ett annat tillfälle kände han en mäktig kraft som strömmade ner från hjässan till hans hjärta. Han beskriver själv det som att han sattes i brand, och att han talade om sådant som ingen människa kunde ta till sig. Bahá'u'lláh ansåg själv att hans uppenbarelse inleddes i "Det svarta hålet", men det dröjde ändå 11 år tills han officiellt deklarerade att Gud talade till mänskligheten genom honom.
Bahá'u'lláh satt i den ständigt mörka och iskalla och stinkande fängelsehålan i fyra månader medan hans kamrater avrättades en efter en. Att de iranska myndigheterna avstod från att avrätta Bahá'u'lláh kan ha berott på att han redan betraktades som bábíernas ledargestalt, och att myndigheterna visa av erfarenheterna efter Bábs martyrdöd trodde att den nya religiösa rörelsen skulle få ännu fler anhängare om även Bahá'u'lláh gjordes till martyr. I stället beordrades vakterna att blanda gift i hans mat och hoppades att det skulle se ut som om han i likhet med många andra fångar avlidit i en infektionssjukdom.  Det fanns emellertid ett tryck från Ryssland på de iranska myndigheterna på att Bahá'u'lláh skulle friges, och den ryske ambassadören som var personlig vän till familjen krävde att Bahá'u'lláh skulle släppas fri. Bahá'u'lláh frigavs, men hela hans förmögenhet beslagtogs och dessutom utvisades han ur Iran. Ryssland erbjöd honom en säker fristad och medel till han och hans familjs uppehälle, men han valde i stället att bege sig till Bagdad där det fanns ganska många bábí-flyktingar som levde i relativ säkerhet. Resan skedde mitt i vintern eftersom Irans regering krävde att han lämnade landet omedelbart. 
Väl kommen till det som idag är Irak, hade han tillbringat två år som kringvandrande dervish i de kurdiska bergen. Flertalet bábí-troende verkade önska att han skulle ta på sig ett större ansvar genom att leda rörelsen, men själv hade han ingen sådan önskan. Bahá'u'lláh skrev flera år senare i ett brev till shahen av Iran (som denne förmodligen aldrig läste på grund av avoghet mot Bahá'u'lláh eller för att shahens kader av byråkrater, rådgivare och tjänare valde att aldrig låta brevet nå fram till honom):
| ” | O kung! Jag var endast en människa lik andra som sökte sömnen på min liggplats. Då, plötsligt, svepte den Allbarmhäriges välgörande fläktar över Mig, och gav Mig kunskap om allt som varit (...) och alla de upplysningar jag behövde inför (...) det som skall komma. Sådana kunskaper har ingen lärare förmedlat. Detta är inte från Mig utan från En som är allsmäktig och allvetande. Och Han bjöd Mig upphäva Min röst mellan jord och himmel för detta vederfors Mig, vad som har kommit varje tänkande människas tårar att flöda. De bland människor gängse vetenskaperna studerade Jag inte, deras skolor besökte Jag inte... Detta är endast ett löv, som din Herres, den Allsmäktiges, den Allprisades viljas vindar har satt i rörelse. Kan det vara stilla, när de våldsamma vindarna blåser? Nej, vid Honom som är alla namns och egenskapers Herre! De sätter det i rörelse, som de har lust. Det försvinnande är som ingenting inför Honom som är den Evigt Bestående. Hans allbetvingade maningar har nått Mig och förmått Mig förkunna Hans lov bland alla folk. Jag var i sanning som död, när Hans befallning uttalades. Din Herres, den Medlidsammes, den Barmhärtige viljas hand omdanade Mig. . | „ |

Vid återkomsten till Bagdad hade han för flertalet snabbt blivit den självklare ledaren för den växande population av bábí-flyktingar som samlats i Bagdad. Under tiden i Bagdad skrev Bahá'u'lláh bl.a. böckerna Sju dalar och Förborgade ord. Den sistnämnda bokens verser fick han dagligen inspiration till genom sina dagliga promenader längs just floden Tigris. Han hade vistats i Najibiyyíh-parken många dagar tidigare, och ätit sina medhavda lunchpaket.

## Tillkännagivandet
Det var efter att Bahá'u'lláh i mitten av april 1863 fått besked från de osmanska myndigheterna – som samarbetade med Iran när det gällde att isolera Bahá'u'lláh från hans anhängare – om att han och hans familj skulle packa och utrusta en karavan eftersom de skulle deporteras från Bagdad (till Konstantinopel (Istanbul)), som Bahá'u'lláh 31 dagar efter bahá'í-nyåret Naw-Rúz den 21 april – lämnade sitt hus i Bagdad för gott för att i stället slå upp sitt tält i Najíbiyyih-trädgården – i efterhand känd som trädgården Ridván (Paradis) –  för att stanna där tolv dygn framåt. 
Med sig under det första dygnet hade han sönerna Mirzá Abbas Effendi (sedermera 'Abdu'l-Bahá), Mírzá Mihdí och Mírzá Muhammad `Alí, samt Mirza Aqa Jan, som under en tid fungerat som hans sekreterare. Det antas att det var dessa fyra personer som först fick höra Bahá'u'lláhs anspråk på att vara den senaste i raden av s.k. gudsmanifestationer; före honom hade Báb, Muhammed, Jesus, Buddha, Zarathustra, Moses, m.fl. haft samma funktion.  Najibiyyíh-trädgården kom efter dessa händelser att kallas för Ridván, ett ord som betyder paradis.
Under de kommande elva dagarna predikade Bahá'u'lláh för de bábíer som han skulle lämna och för andra lyssnare som drogs till parken av nyfikenhet. Det finns inga källkritiska, historiskt verifierade berättelser om exakt vad Bahá'u'lláh sade under de elva dagar som han talade till sina åhörare. Däremot finns i hans egna och några anhängares skrifter ungefärliga skildringar. Att hans proklamation faktiskt ägt rum framgår av den loggbok och det register som sekreterarna till Bagdads guvernör fört. Bagdads guvernör var där för att lyssna en dag.  Om alltför många samlats i parken skulle förmodligen polisen försökt skingra folkmassan, och en sådan händelse skulle ha genererat åtminstone något dokument hos myndigheterna. Det är i sig uppseendeväckande att de lät Bahá'u'lláh hållas, eftersom beslutet om hans utvisning redan hade fattats. En orsak kan ha varit att vårfloden fått Tigris att stiga så mycket att alla försök att ta sig över var förenade med livsfara, och både garnisonen och polishögkvarteret låt på andra sidan floden. 
Bahá'u'lláh gjorde inte bara anspråk på att uppfylla de förutsägelser som givits av Báb, utan dessutom profetiorna i alla de stora världsreligionerna om en Gudsuppenbarare som ska förverkliga ett fredsrike på jorden. Bahá'u'lláh förklarade att han var den som i Nya Testamentet betecknas som Sanningens Ande, den som i Koranen hälsas såsom det Stora Tillkännagivandet. Han var den Utlovade på vars stig Báb offrat sitt liv, han var Sháh Bahrám, den femte buddhan, han var Kristus som återvänt i Faderns namn. 
Anspråket på att samtidigt uppfylla profetior i alla de stora religionerna innebär naturligtvis att Bahá'u'lláh ger dessa profetior en tolkning som i många avseenden skiljer sig avsevärt från de olika tolkningar som förekommer inom dessa religioner. Bahá'íerna ser emellertid Bahá'u'lláhs ord under Ridván och i hans följande skrifter som ett uttryck för religionernas enhet. Bahá'u'lláh säger sig ha förhärligat Zarathustra, Mose, Konfucius, Buddha, Kristus och Muhammed genom att återupprätta deras ursprungliga undervisning som gått förlorad.   Buddhas lära ska enligt Bahá'u'lláh haft enhet med Gud som slutmål, inte utslocknandet av själen.  Bahá'u'lláh såg sig inte som en religionsgrundare i vanlig mening, utan som den kommande gudomliga civilisationens profet och som upphovet till en ny era i mänsklighetens och historiens livscykel. 
Efter Bahá'u'lláhs framträdanden i Ridván övergick snart bábí-tron till att benämnas bahá'í.